# Фредериксбърг (Вирджиния)
Фредериксбърг (на английски: Fredericksburg) е независим град във Вирджиния, САЩ. Според преброяването от 2020 г. населението му е 27 982 души. Фредериксбърг се намира на 77 km южно от столицата Вашингтон и на 85 km северно северно от Ричмънд.
При пристигането на европейците местното население на района, превърнал се във Фредериксбърг, е племето манахок.

## Известни личности
- Джордж Вашингтон, първи президент на САЩ, лидер на Американската революция[7]
- Огъстин Вашингтон, баща на Джордж Вашингтон[8]
- Мери Бол Вашингтон, майка на Джордж Вашингтон[9]
- Джеймс Монро, пети президент на САЩ[10]

## Побратимени градове
- Есте, Италия[11]
- Фрежюс, Франция[12]
- Швецинген, Германия[13]
- Катманду, Непал[14]
- Принсес Таун, Гана[12]